# Bloodstone
I Bloodstonesono un gruppo musicale statunitense di musica R&B/soul/funk attivo dal 1962 e fondato a Kansas City.
Molto popolare ad inizio anni '70, la band durante la sua attività ha inciso quattordici dischi tra il 1972 e il 2004, ottenendo come miglior risultato il 30º posto nella classifica USA.

## Formazione
Membri attuali
- Donald Brown – voce, chitarra (2002-)
- Charles McCaleb – voce (2022-)

Ex componenti o collaboratori
- Charles McCormick - basso, voce (1962–1982, 1984–2022; morto nel 2022)[8]
- Charles Love - voce, chitarra (1962–2014; morto nel 2014)[9]
- Willis Draffen - voce, chitarra (1962-2002; morto nel 2002)
- Roger Durham - percussioni (1962-1973; morto nel 1973)
- Melvin Webb - batteria (1962–1971; morto nel 1982)
- Eddie Summers - voce, batteria, tastiere, direttore artistico (1971-1975; morto nel 2022)
- Steve Ferrone – batteria (1975)
- Ron Wilson – basso, voce (1982-1984)
- Ronald D. Bell - batteria (1982; morto nel 2020)
- Harry Williams – tastiere , voce (1962-2024; morto nel 2024)[10]

## Discografia

### Album studio
- 1972 - Bloodstone
- 1973 - Natural High
- 1973 - Unreal
- 1974 - I Need Time
- 1974 - Riddle of the Sphinx
- 1975 - Train Ride to Hollywood
- 1976 - Do You Wanna Do a Thing
- 1976 - Lullaby of Broadway
- 1978 - Don't Stop
- 1982 - We Go a Long Way Back
- 1984 - Party
- 1985 - Bloodstone’s Greatest Hits
- 1999 - Go on and Cry
- 2004 - Now! That's What I'm Talkin' About

### Singoli
- 1973 - Natural High
- 1973 - Never Let You Go